# Egypt Central
Egypt Central foi uma banda de rock dos Estados Unidos, formada em Memphis, Tennessee em 2002. É formada por John Falls (vocal), Heath Hindman (Guitarra), Joey Chicago (baixo) e Blake Allison (bateria). A banda faz uso de técnicas do hard rock, rock alternativo e post-grunge.

## História
A banda foi formada em Memphis, Tennessee em 2 de outubro de 2002, pelo vocalista John Falls. Após oito shows, a banda chamou a atenção do ex-CEO da Lava Records Jason Flom. Impressionado com a sua demonstração, ele imediatamente ofereceu á banda um contrato após ver a sua performance ao vivo. O primeiro álbum foi gravado com o renomado produtor Josh Abraham em Los Angeles.
Em 2008, a banda assinou oficialmente um contrato com a gravadora ILG / Fat Lady Music. O primeiro álbum foi remixado e remasterizado, com nova capa e foi lançado a nível nacional apresentando um novo single "You Make Me Sick
A banda foi separada em 2012, e o baixista (Joey Chicago) e o baterista (Blake Allison) formaram uma nova banda chamada Devour The Day.

## Integrantes

### Membros atuais
- John Falls − vocal
- Heath Hindman − guitarra e vocal de apoio
- Joey Chicago − baixo
- Blake Allison − bateria

### Ex-membros
- Chris D'Abaldo – guitarra

## Discografia

### Álbuns de estúdio
- 2005: Egypt Central (relançado em 2008)
- 2011: White Rabbit

### Singles
- 2005: "Over and Under"
- 2008: "You Make Me Sick"
- 2008: "Taking You Down"
- 2011: "White Rabbit"